# Artabotrys caudatus
Artabotrys caudatus Wall. ex Hook.f. & Thomson – gatunek rośliny z rodziny flaszowcowatych (Annonaceae Juss.). Występuje naturalnie w Bangladeszu, Bhutanie oraz Indiach (w stanach Asam i Meghalaya). 

## Morfologia
PokrójZimozielony krzew. Pędy są pnące, młodsze owłosione.
LiścieMają kształt od eliptycznego do podłużnie lancetowatego. Mierzą 10–15 cm długości oraz 4–5 cm szerokości. Nasada liścia jest klinowa. Wierzchołek jest ogoniasto spiczasty. Ogonek liściowy jest nagi i dorasta do 3–8 mm długości.
KwiatyZebrane w pęczkach. Rozwijają się w kątach pędów. Działki kielicha mają owalnie trójkątny kształt i dorastają do 3 mm długości, owłosione, zrośnięte u podstawy. Płatki są żółte, mają kształt od równowąskiego do lancetowatego lub eliptycznego. Kwiaty mają 8 owłosionych słupków o prawie kulistym kształcie.
OwoceTworzą owoc zbiorowy. Mają eliptyczny kształt. Osiągają 5 cm długości. Mają czarnopurpurową barwę.

## Biologia i ekologia
Rośnie w wilgotnych lasach. Występuje na wysokości do 1200 m n.p.m. Kwitnie od marca do maja, natomiast owoce pojawiają się w listopadzie.